# Florian z Klonowa
Florian z Klonowa herbu Lis – starosta bydgoski w latach 1370–1376, starosta dobrzyński w latach 1370–1376. 
Został powołany na urząd starosty po objęciu władzy na ziemi bydgoskiej i dobrzyńskiej przez Kazimierza Słupskiego.